# Peter Ewald von Malschitzky
Peter Ewald von Malschitzky (* 20. März 1731 in Vargow; † 2. November 1800 in Kyritz) war 1797 Inhaber des Kürassierregiment K 2, preußischer Generalmajor, 1792 Ritter des Orden Pour le Mérite.

## Leben
Peter Ewald entstammte dem hinterpommerschen
Adelsgeschlecht Malschitzky, seine Eltern waren Ernst von Malschitzky, Erbherr auf Vargow und Margarethe Steinke.
Seine Laufbahn beim Militär begann er 1748 als Kadett in Berlin. 1756 wurde er als Gefreiterkorporal im Dragonerregiment von Normann (Nr. 1) aufgenommen.
Im Siebenjährigen Krieg nahm er an den Schlachten von Prag, Kolin, Breslau, Leuthen, Zorndorf, Hochkirch, Torgau und Schweidnitz sowie der Auflösung der sächsischen Armee bei Pirna teil. In Reichenbach, noch einmal bei Liegnitz und erneut bei Domstädt wurde er verwundet. Malschitzky avancierte während des Krieges 1757 zum Fähnrich, noch selben Jahres zum Sekondeleutnant, dann 1761 zum Premierleutnant, wechselte als solcher zum Kürassierregiment Prinz von Preußen (Nr. 2) und war schließlich 1761 bis 1763 Generaladjutant bei Oberst von Zastrow.
Im Jahre 1764 wurde Malschitzky zum Stabsrittmeister befördert, 1767 zum Rittmeister und Kompaniechef. Als solcher machte er den Bayerischen Erbfolgekrieg mit.
Seine Beförderung zum Major erfolgte 1780 unter Christian Rudolf von Weiher. 1789 avancierte er zum Oberstleutnant, wechselte 1791 zum Kürassierregiment von Ilow (Nr. 7), wurde dort noch selben Jahres zum Oberst befördert sowie Kommandeur des Regiments.
Malschitzky nahm dann am Ersten Koalitionskrieg, insbesondere den Schlachten von Mainz, Valmy, Kaiserslautern und Pirmasens teil. Für seinen Einsatz bei Pirmasens erhielt er den Orden Pour le Mérite.
Schließlich wurde Malschitzky 1797 Chef des Kürassierregiment von der Marwitz (Nr. 2) und wurde letztmals 1798 befördert, zum Generalmajor.
Peter Ewald von Malschitzky vermählte sich in erster Ehe 1768 mit Karoline Wilhelmine von Mützschefall a.d.H. Barsikow-Ruppin. 1787 heiratete er Wilhelmine Marie Friederike von Arnim a.d.H. Kröchlendorf (* 1754; † 1810), mit der er zwei Söhne, die beide zur Infanterie gingen, sowie vier Töchter hatte.